# جيريمي ماكيزي
جيريمي ماكيزي هو مغني ولاعب كرة قدم بلجيكي كونغولي ولد في يونيو 2000.

## روابط خارجية
- جيريمي ماكيزي على موقع IMDb (الإنجليزية)
- جيريمي ماكيزي على موقع ميوزك برينز (الإنجليزية)
- جيريمي ماكيزي على موقع أول ميوزيك (الإنجليزية)
- جيريمي ماكيزي على موقع ديسكوغز (الإنجليزية)